# Vladimir Poljakov
Vladimir Nikolaevič Poljakov (in russo Владимир Николаевич Поляков?; 17 aprile 1960) è un ex astista sovietico, dal 1991 russo.
Nel 1981 stabilì il nuovo record mondiale con la misura di 5,81 m, migliorando di 1 cm il precedente primato del francese Thierry Vigneron. Il record di Poljakov venne battuto nell'agosto 1983 dal francese Pierre Quinon con la misura di 5,82 m.
In carriera Poljakov vinse una medaglia d'argento agli Europei di Atene 1982, nonché una medaglia d'oro agli Europei indoor di Budapest 1983 e una d'argento agli Europei indoor di Sindelfingen 1980.

## Palmarès
| Anno | Manifestazione   | Sede         | Evento           | Risultato | Prestazione | Note                  |
| ---- | ---------------- | ------------ | ---------------- | --------- | ----------- | --------------------- |
| 1979 | Europei juniores | Bydgoszcz    | Salto con l'asta | Oro       | 5,40 m      |                       |
| 1980 | Europei indoor   | Sindelfingen | Salto con l'asta | Argento   | 5,60 m      |                       |
| 1981 | Europei indoor   | Grenoble     | Salto con l'asta | 7º        |             |                       |
| 1981 | Universiadi      | Bucarest     | Salto con l'asta | Argento   | 5,70 m      |                       |
| 1982 | Europei          | Atene        | Salto con l'asta | Argento   | 5,60 m      | Record dei campionati |
| 1983 | Europei indoor   | Budapest     | Salto con l'asta | Oro       | 5,60 m      |                       |
| 1983 | Mondiali         | Helsinki     | Salto con l'asta | 10º       | 5,40 m      |                       |